# Bioculus cruzensis
Espèce
Synonymes
- Bioculus lindsayi Stahnke, 1968
- Bioculus prolatio Stahnke, 1968

Bioculus cruzensis est une espèce de scorpions de la famille des Diplocentridae.

## Distribution
Cette espèce est endémique de Basse-Californie du Sud au Mexique. Elle se rencontre sur l'île Santa Cruz.

## Description
Le mâle holotype mesure 60,25 mm.

## Systématique et taxinomie
Bioculus lindsayi et Bioculus prolatio ont été placées en synonymie par Williams et Lee en 1975.

## Étymologie
Son nom d'espèce, composé de cruz et du suffixe latin -ensis, « qui vit dans, qui habite », lui a été donné en référence au lieu de sa découverte, l'île Santa Cruz.

## Publication originale
- Stahnke, 1968 : Some diplocentrid scorpions from Baja California del Sur, Mexico. Proceedings of the California Academy of Sciences, vol. 35, no 14, p. 273–320 (texte intégral).